# Pisaura sublama
Pisaura sublama är en spindelart som beskrevs av Zhang 2000. Pisaura sublama ingår i släktet Pisaura och familjen vårdnätsspindlar. Inga underarter finns listade i Catalogue of Life.